# Самостійна Україна (журнал)
«Самості́йна Украї́на» (англ. Independent Ukraine) — орган Центральної Управи Організації Державного Відродження України (ОДВУ) та (з 1973) Ідеологічно Споріднених Націоналістичних Організацій (ІСНО), одночасно ОУН (група полковника Андрія Мельника).
Виходить з 1948 (з перервою 1969 до червня 1971) у Чикаго (деякий час у Вінніпезі, Нью-Йорку і Сент-Полі) як місячник, з 1974 — двомісячник.
Головні редактори С. Коцюба, Тома Лапичак (1950—1955), Зиновій Книш (1956—1957), Степан Куропась (1958—1959), Володимир Шемердяк (1960—1963), Михайло Панасюк (1963—1968 і 1971—1972), Денис Квітковський (з 1973).
2002-15 засновник і головний редактор журналу — Павло Дорожинський.